# 伯尔
伯尔（法語：Beure，法語發音：[bœʁ] ⓘ），法国东部市镇，位于勃艮第-弗朗什-孔泰大区杜省，隶属于贝桑松区，其市镇面积为3.99平方公里，2022年1月1日时人口数量为1,342人，在法国城市中排名第7,683位。
伯尔位于杜省西部，杜河左岸，省会贝桑松市区西南，是一个区域性的公路枢纽，法国国道N57线和N83线在此交汇。

## 地名来源
根据当地官方网站的论述，“Beure”一名最初于公元1290年以“Buyres”的形式被记载，该名称可能出自日耳曼语，其含义尚有待进一步考证。

## 历史
伯尔位于杜河左岸的一处山脚下，地势较为险要，在古典时期就已形成聚落。中世纪时，伯尔曾长期为阿尔居埃勒领主的一部分，隶属于勃艮第伯国。法国大革命后，伯尔成为杜省的一个市镇。工业革命期间，沿杜河延伸的公路逐渐建成通车。1910至1951年间，曾有一条地方铁路经过伯尔。二战后，随着贝桑松的城市扩张，伯尔人口数量有所增加。

## 地理

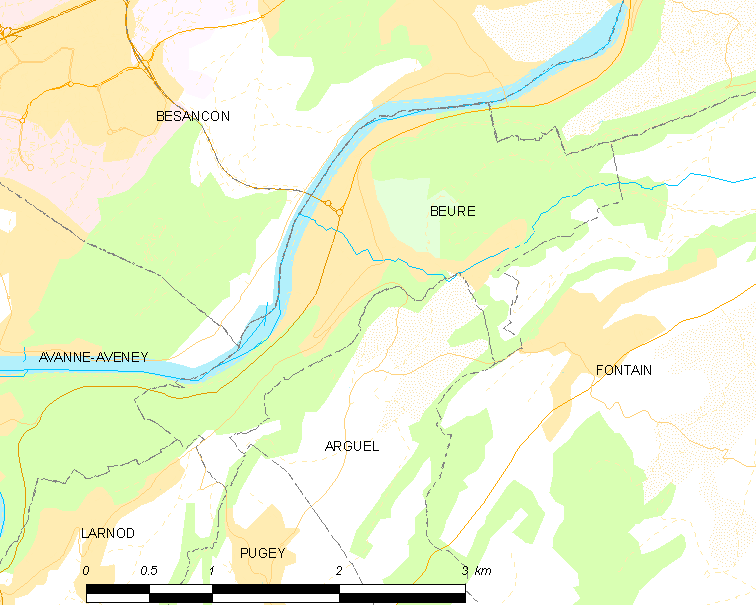
伯尔市镇范围地图

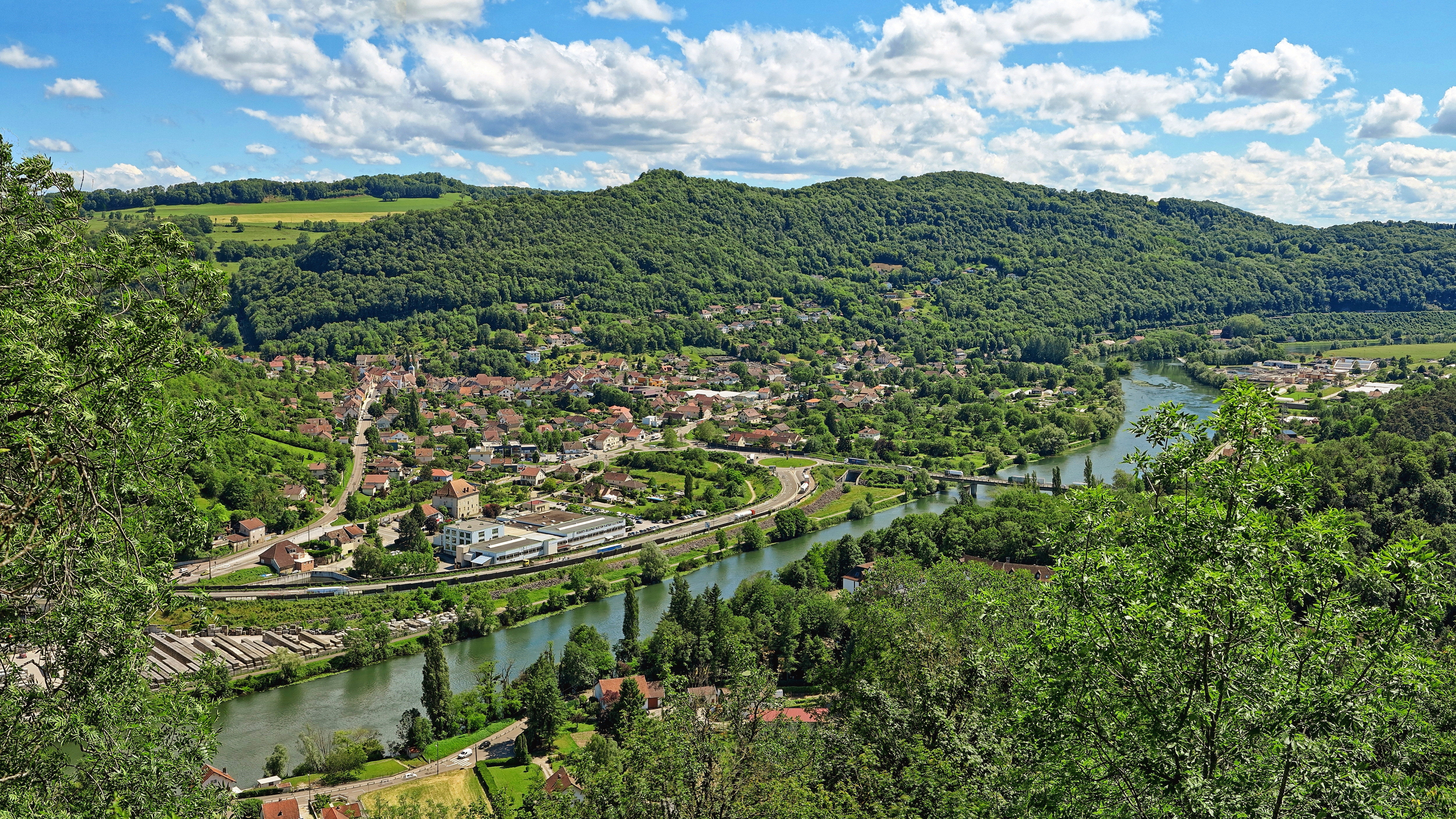
远眺伯尔全景

伯尔位于法国东部，勃艮第-弗朗什-孔泰大区东部和杜省中西部，距离省会贝桑松大约5公里。与伯尔接壤的市镇包括：贝桑松、阿瓦讷-阿沃内、拉尔诺、皮热和丰坦。

### 地形
伯尔位于汝拉山北部延伸地带，境内以平原和山地为主，市镇中心地势较为平坦，南侧为山地，全境海拔在234到480米之间。

### 水文
伯尔位于罗讷河流域范围内，杜河干流自东北向西南流经市镇北境，其左岸支流莱梅尔屈罗溪（ruisseau des Mercureaux）流经镇中心，后者水量较小，上游河段有多处瀑布分布，市镇中心河段则多被地面人工建筑物覆盖。

### 植被
伯尔属于温带阔叶混交林区，林地广泛分布于市镇南部和东部的山地地带。
在鲜花城市的评比中，伯尔暂未被评级。

### 气候
伯尔在柯本气候分类法中属于带有大陆性特征的温带海洋性气候。

## 行政区划
伯尔的市镇编号为25058，邮政编号为25720。
在行政管理方面，伯尔隶属于法国勃艮第-弗朗什-孔泰大区杜省贝桑松区；在地方选举方面，伯尔隶属于贝桑松第六县，其市镇范围全境被划入杜省第二选区；在社会管理方面，伯尔是大贝桑松城市公共社区的组成部分。
截至2023年3月，伯尔市镇范围内暂无城市敏感街区及城市政策优先街区。
法国国家统计与经济研究所（简称）在进行数据统计时，将伯尔及相邻的另外12个市镇设为贝桑松城市核心区<ref，并将包括核心区在内的周边共249个市镇划为贝桑松城市区。自2020年起，贝桑松城市区被包含310个市镇的贝桑松城市辐射区代替。此外，还将伯尔市镇整体看作一个“块区”（IRIS），以便于统计人口分布情况。

## 交通

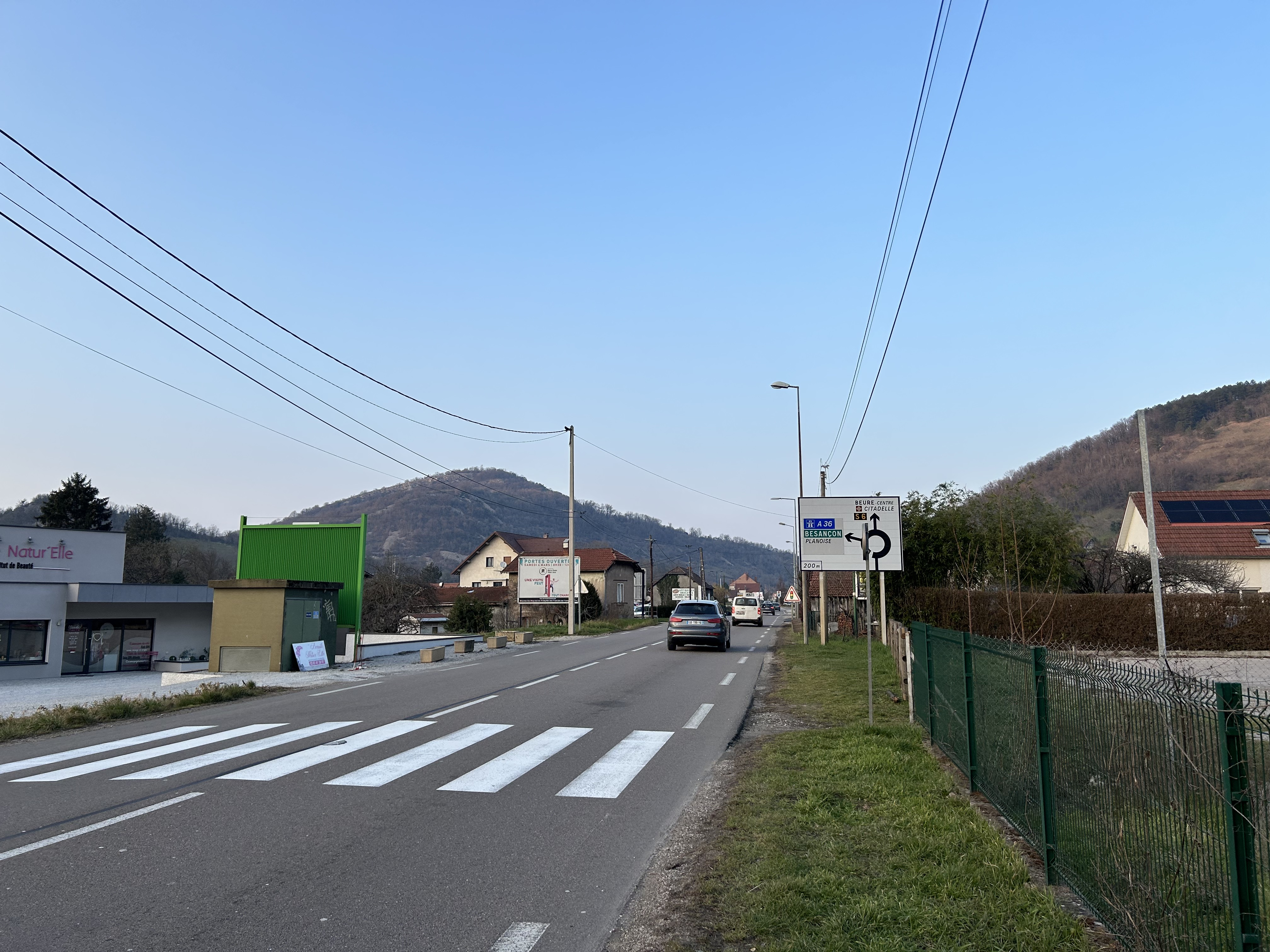
法国国道N83线伯尔段

### 公路
法国国道N57线和N83线在伯尔境内交汇。
2019年，73.7%的伯尔家庭拥有至少一辆私人汽车。2019年，伯尔境内共发生各类交通事故1起，造成4人受伤，其中3人重伤。
| 4 | 11 |

| 贝桑松 | 5 |

| 穆沙尔 | 33 |

| 洛皮塔勒 | 22 |

### 铁路
伯尔距离贝桑松维奥特站大约7公里。该站是一个区域性的铁路枢纽，停靠前往巴黎的高速列车和前往里昂、贝尔福、第戎、拉绍德封及贝桑松TGV站方向的区域列车。

### 航空
距离伯尔最近的民用航空站为多勒机场，距离伯尔市中心的公路里程约60公里。

### 城市公共交通
伯尔是贝桑松城市公共交通（商业名称为）的服务范围，后者是贝桑松城市公共社区的城市公共交通系统。截至2023年3月，该系统共包括两条有轨电车线路和数十条公交线路，其中公交51路、86路经过伯尔市区。

## 政治

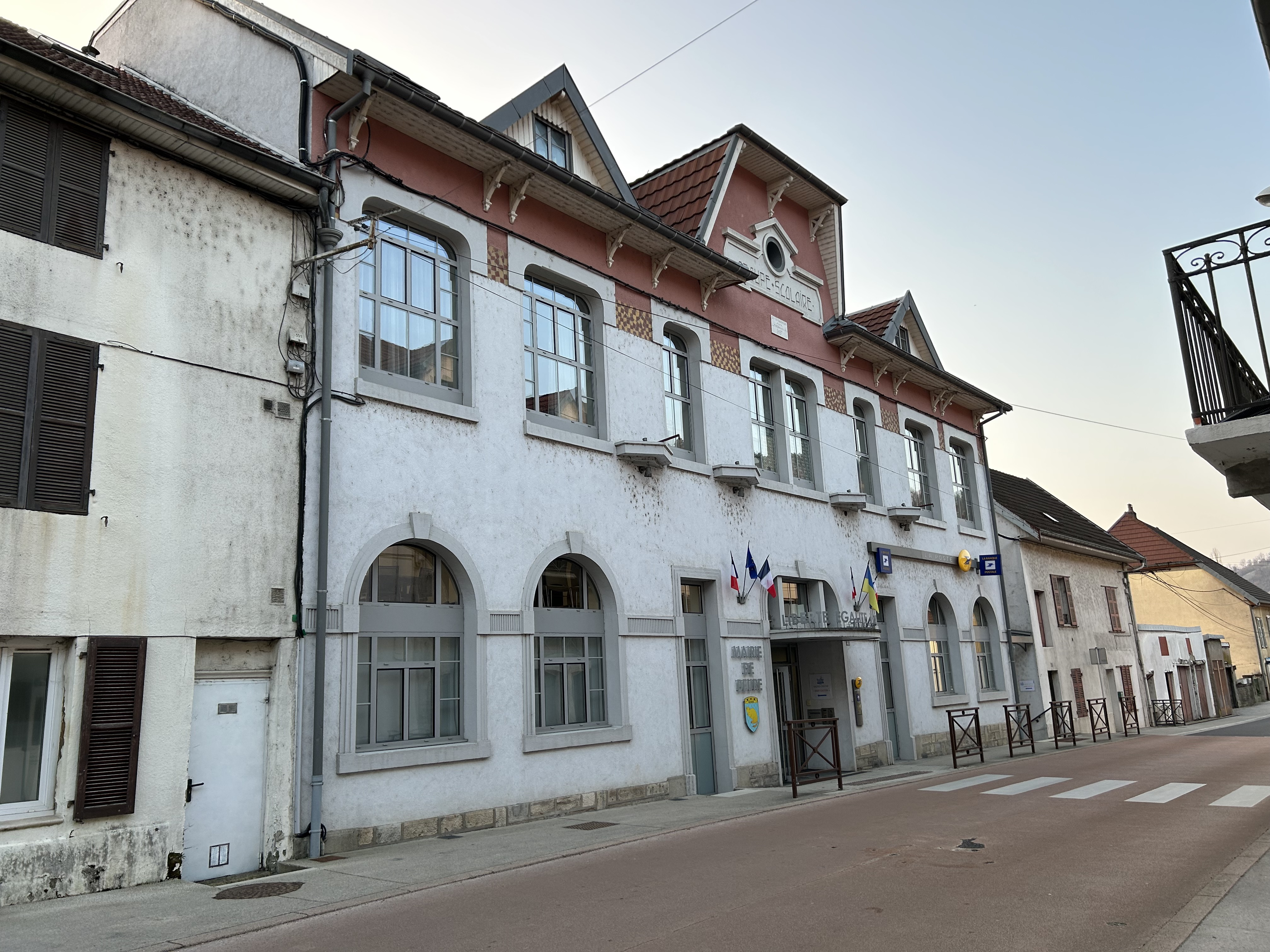
伯尔市政厅

伯尔的现任市长为菲利普·沙内先生（Philippe CHANEY），他是一名无党派人士，在2020年的市政选举中获得了100.00%的支持率（无其他候选人）。
在2022年的法国总统大选中，法国第25任总统埃马纽埃尔·马克龙在伯尔获得了54.17%的支持率。

## 人口
2019年，伯尔市镇人口数量为1,345，在法国排名第7,683位。其中男性664人，女性681人，75岁及以上人口占10.0%，外籍人口数量为28人，人口密度为337人/平方公里，当地居民被称为（男性）或（女性）。2020年，伯尔境内出生24人，死亡人口15人。
| 伯尔1901年－2020年人口变化情况 |
|                                |
| 数据来源：Cassini、INSEE       |

## 经济
伯尔是贝桑松的一个近郊卫星城。截止2023年3月，伯尔市镇范围内共有各类用人单位（包含自雇）335家，平均历史为14年，其中99.5%为中小型企业（PME），2023年1月至3月间，当地的经济活力指数为0.6%。（金属线缆）、（汽车配件销售）及（手工业）是当地2021年营业额最高的三个企业，分别为44,352,382欧元、4,115,377欧元和2,933,434欧元。

## 财政与居民收入
2021年，伯尔的财政收入总额为966,310欧元，财政支出总额为706,090欧元，当年的债务总额为1,330,490欧元。2021年，伯尔市镇通过增值税获得11,220欧元的收入，此外当地还共获得了18,980欧元的国家直接财政补助。
2020年，伯尔的人均月收入总额为1,655欧元，低于法国平均水平（2,303欧元）。
2019年，伯尔境内的青壮年（15至64岁）失业率为10.2%；当地40.8%的家庭拥有纳税资格，平均纳税2,593欧元，低于法国平均水平（3,910欧元）。

## 社会事务

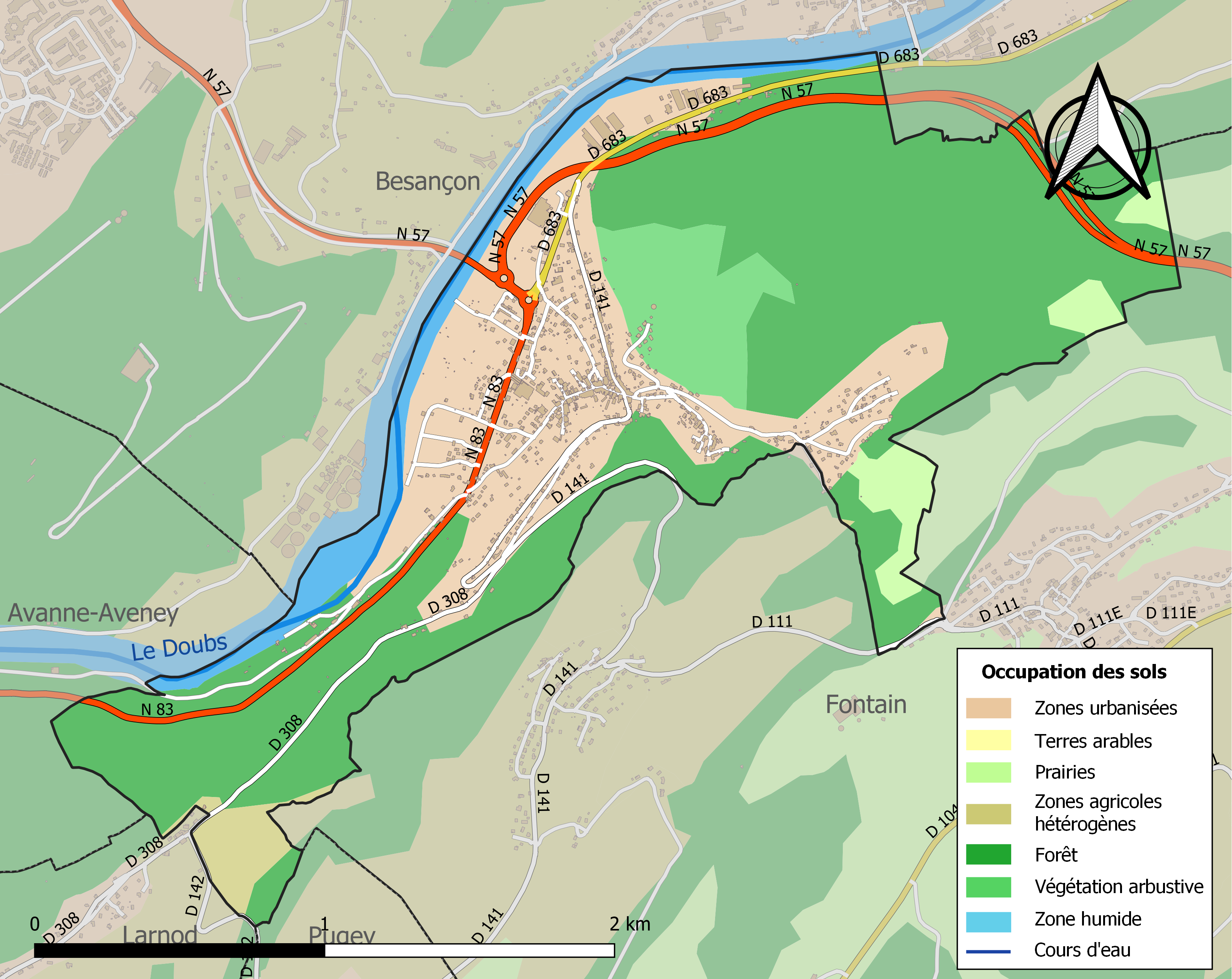
伯尔土地利用情况地图

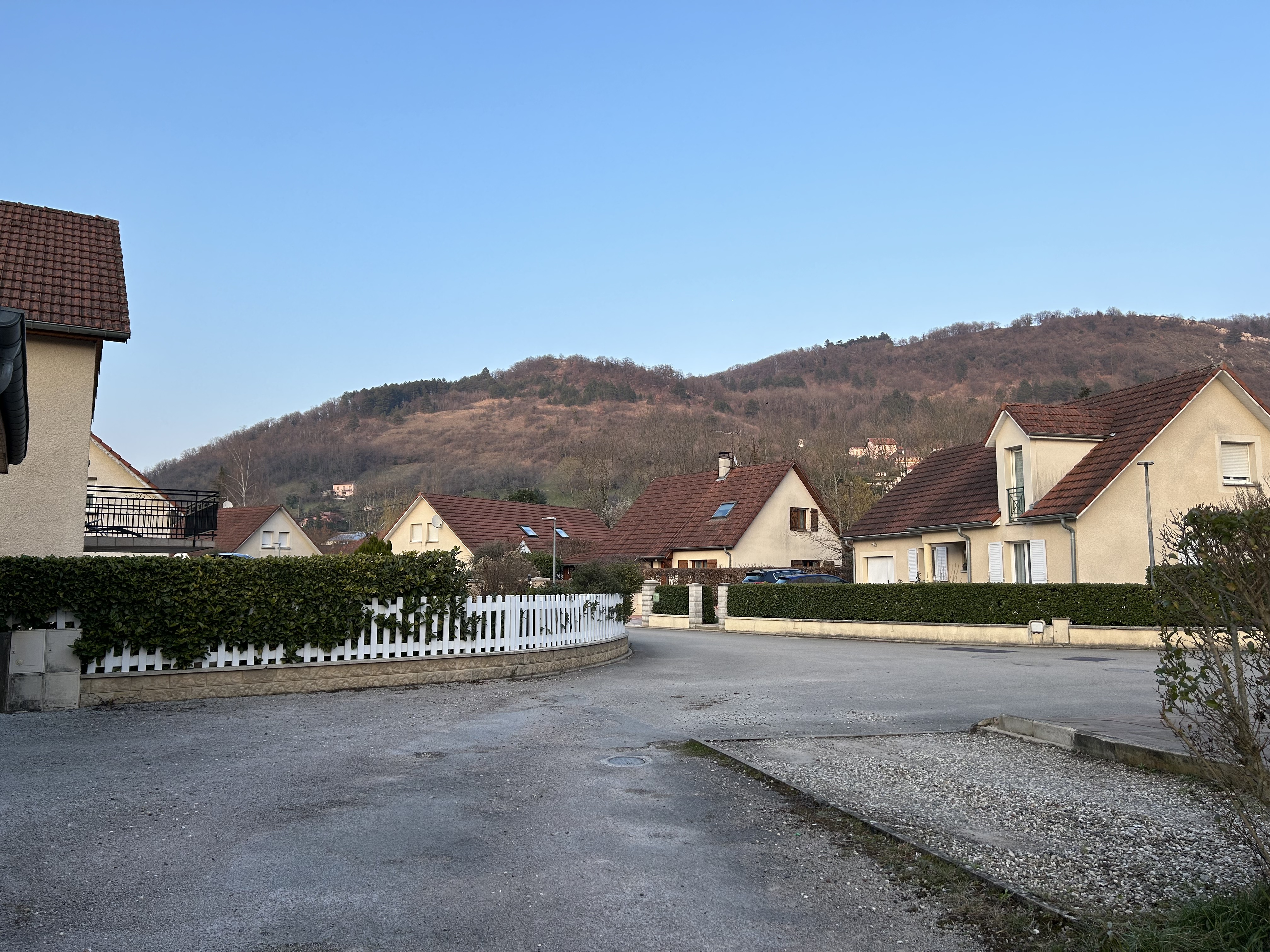
伯尔的一处居民区

### 教育
伯尔属于贝桑松学区。截止2021年1月1日，伯尔境内有1所小学。

### 医疗
截止2021年1月1日，伯尔境内共有全科医生5名、保健师6名、护士3名、眼科医生1名和助产士2名。境内共有药房1家。
距离伯尔最近的区域性医疗机构为贝桑松大学区域中心医院，后者是法国的一个大学教学医院，其主病区位于贝桑松市区西部，距离伯尔市区的正常车程在10分钟以内，该院设有床位1,253个，是当地规模最大的公立综合性医院。

### 住房
2019年，伯尔境内共有各类住房776套，其中58.5%为独立式居民区，41.0%为集中式居民区。常住房屋占伯尔市镇范围内居民建筑总量的81.2%。
在住房保障政策方面，2021年，伯尔境内共有105户家庭获得了住房经济补助，受益人数占总人口数量的7.8%，其中97份为房租补助。

### 商业
2021年，伯尔境内共有各类实体商铺28家，其中餐厅6家、杂货店1家、面包房1家、美容美发店1家、汽车维修店2家。

### 体育
2021年，伯尔境内有1处足球或橄榄球场。
截至2023年3月，伯尔体育联盟（AS Beure，编号512307）是伯尔境内唯一的一家注册足球俱乐部，其主队2022至2023赛季参加杜省足球联赛丙组（法国第十一级别），其主场为市政球场（Stade municipal）。

### 环境
伯尔的环境事务由其所属的大贝桑松城市公共社区联合各级政府协调负责。2021年，伯尔境内共有1家污染企业。

### 治安
伯尔及其附近的共255个市镇是贝桑松国家宪兵队（zone gendarmerie de Besançon）的管辖范围。2020年，该宪兵队累计记录各类案件3,249起，其中盗窃类案件1,623起，经济类案件531起，毒品交易类案件157起。

## 文化

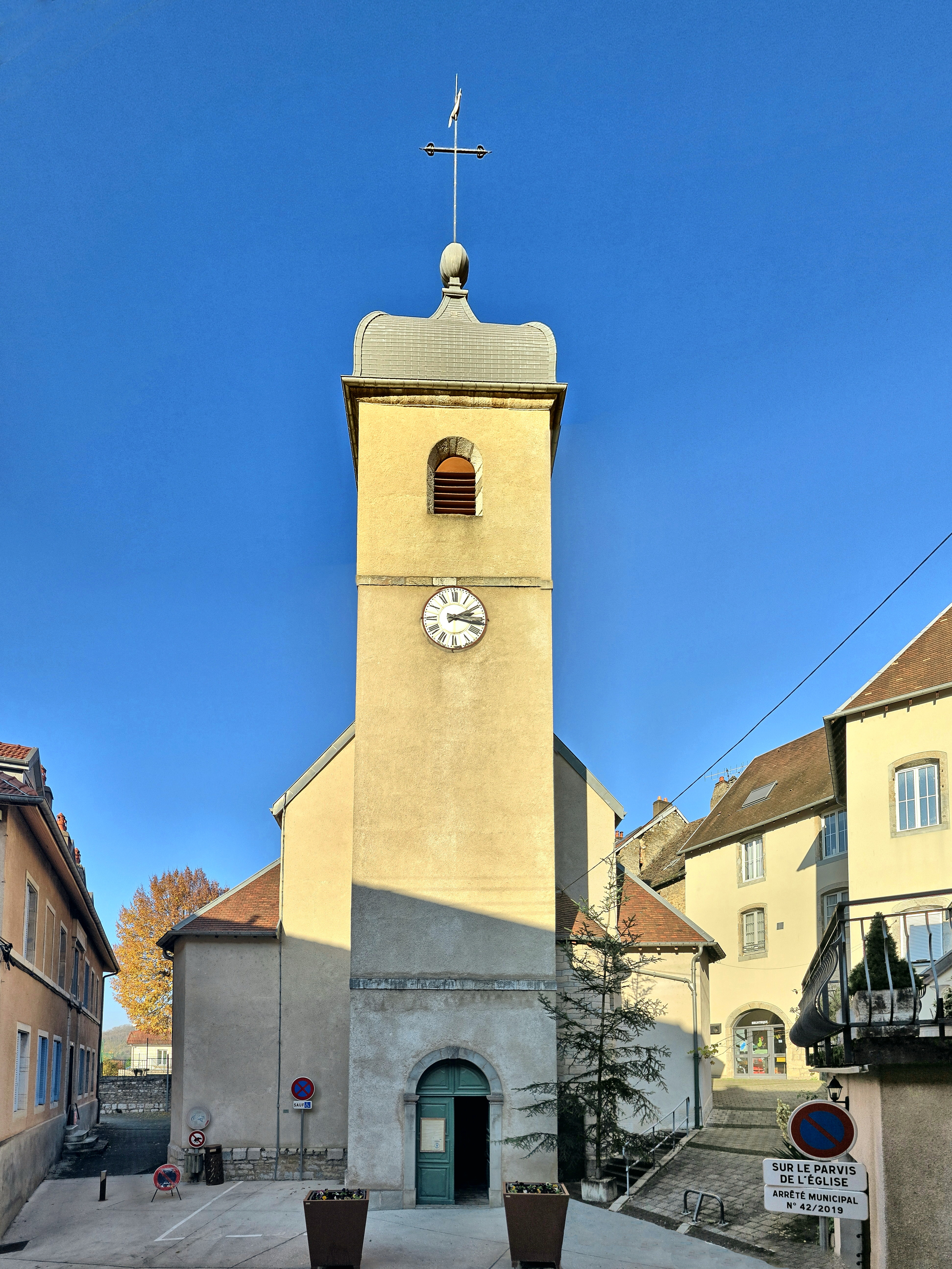
圣伊波利特教堂

2021年，伯尔境内暂无任何文化设施。伯尔境内建有市政图书馆，每周三和六向公众开放。

### 建筑
伯尔境内有多处历史建筑，其中圣伊波利特教堂（Église Saint-Hippolyte de Beure）是当地的地标性建筑物。

### 旅游
伯尔的旅游事务由其所属的大贝桑松城市公共社区负责。2022年，伯尔境内暂无任何游客接待设施。

### 媒体
法国主要的媒体均可在伯尔接收，法国电视三台下属的勃艮第-弗朗什-孔泰大区频道在部分时段播出伯尔所在杜省的地方新闻。蓝色法兰西贝桑松广播、BIP广播、《东部共和国人报》等是当地主要的地方媒体。

## 相关人物
法国历史学家亨利·布绍出生于伯尔。

## 友好城市
截至2023年3月，伯尔暂未建立任何友好城市关系。